# Clubiona haplotarsa
Clubiona haplotarsa là một loài nhện trong họ Clubionidae.
Loài này thuộc chi Clubiona. Clubiona haplotarsa được Eugène Simon miêu tả năm 1910.